# 担へ銃
『担へ銃』（になえつつ、Shoulder Arms）は、1918年公開のサイレント映画。ファースト・ナショナル・ピクチャーズによる製作で、主演・脚本・製作および監督はチャールズ・チャップリン。チャップリンの映画出演66作目にあたる。別邦題に『担え銃』『チャップリンの兵隊さん』。フランス語題は『Charlot Soldat』。
公開当時、チャップリン映画史上最高の興行収入を打ち立て、また第一次世界大戦を戦った兵士の間で「チャーリーは戦場で生まれた」と言わしめるほど愛された。構想当初は戦争の喜劇化について周囲に反対されたが、喜劇と戦争という悲劇に近似性を見出していたチャップリンは製作への信念を曲げることなく製作を敢行した。
一方でチャップリンは、自身がかねてから抱いていた反戦思想と大戦への協力に積極的ではないチャップリンを非難する当時の世論との板挟みとなり、製作末期に並行して作られた『公債』ともども、言われなき非難に対抗するための作品であったとも言える。戦争映画ではあるが戦死者は一人も出てこず、また巧みに自身の反戦思想を取り入れている「チャップリンの流儀による戦争映画」である。

## あらすじ
チャーリーは新兵教練でぎこちない動きを繰り返して練兵係軍曹に叱られっぱなし。教練が終わると、疲れたチャーリーは早速テントの中の寝台に飛び乗って眠りにつく。
西部戦線に出征したチャーリーは、砲弾や狙撃弾が飛び交い、雨が降れば水がプールのように溜まる塹壕内の生活で戦友（シドニー）らとともに苦楽を共にする。ある時は故郷から届いたリンバーガーチーズをドイツ側の塹壕に投げ込んで恐慌に陥らせ、またある時は敵陣への突撃の際にたった一人で13人のドイツ将兵を「包囲して」捕虜とした。
やがてチャーリーは戦友とともに危険な斥候任務に志願して、敵の勢力地域内へ潜入する。戦友は運悪くドイツ兵に見つかって銃殺されそうになるが、木に化けていたチャーリーが助けに入ってドイツ兵を翻弄する。
ドイツ兵の追跡を逃れるさ中、チャーリーは荒廃した自宅にたたずむフランス娘（パーヴァイアンス）を助けて一緒に一軒の家屋に逃げ込む。そこに戦線視察中のドイツ皇帝（シドニー[二役]）一行が到着。チャーリーは助けたフランス娘や、再び捕まって連行されてきた戦友と謀ってドイツ兵に化け、ドイツ皇帝一行をそっくり捕虜として味方の根拠地に連行、味方に大いに賞賛された。
しかし、西部戦線での出来事はすべてチャーリーが見た夢であり、チャーリーは戦友たちにたたき起こされて目を覚ますのであった。

## キャスト
- アメリカの歩兵 - チャールズ・チャップリン
- フランスの娘 - エドナ・パーヴァイアンス
- アメリカの軍曹・ドイツ皇帝（二役） - シドニー・チャップリン
- 太ったドイツの軍曹・ヒンデンブルク元帥・バーテンダー（三役） - ヘンリー・バーグマン
- アメリカ兵・ドイツ兵・皇帝の運転手（三役） - アルバート・オースチン
- ドイツ皇太子 - ジャック・ウィルソン[注 3]
- 訓練キャンプの軍曹・物言わず斧を持つドイツ兵（二役） - トム・ウィルソン
- アメリカ兵 - ジョン・ランド、J・パーク・ジョーンズ
- 小柄なドイツ士官 - ロイヤル・アンダーウッド

## 作品の概要

### 背景
『犬の生活』の編集作業を終えたチャップリンは、作業終了翌日の1918年4月1日から政府の肝煎りで盟友ダグラス・フェアバンクスおよびメアリー・ピックフォードらと「戦争協力」を叫んで自由公債募集ツアーのためアメリカ各地を遊説し、5月上旬にハリウッドに戻った。
ところで、1915年にアメリカの世論が沸騰したルシタニア号撃沈事件があったにもかかわらず第一次世界大戦の実情はアメリカ国民にはなかなか伝わらず、特に西海岸はのんびりムードそのものであり、赤十字基金募集のパーティに駆り出されたチャップリンの隣に座りたいがために、2万ドルを赤十字に寄付した女性もいた。アメリカが大戦に参戦した1917年ごろから、アメリカ国民はようやく大戦の実情を理解し始めるようになった。
その前年、1916年ごろから大戦に関連した一つの動きが少しずつ策動するようになっていた。「チャップリンが兵役逃れを行っている」ことに対する批判運動であった。そもそも、大戦真っ只中の1916年2月26日にミューチュアル社と契約を結んだ際、「交戦状態が続くあいだは軍事動員の危険があるからイギリスに戻ってはいけない」という趣旨の文言が入っていたのだが、これが攻撃の種となった。攻撃する新聞の論説の中には、「兵役に就いたチャップリンは軍隊の人気者になるだろうし、前線に出動しなくても後方で兵士を楽しませればいい」と、遠回しの表現ながらチャップリンに兵役に就くよう促すものもあった。
これに対しチャップリンは明確な反戦主義者ではあったが、自分がすでに徴兵の登録を行っており、招集命令が下ったらすすんで任務を果たす準備ができていると反論する。イギリス大使館も、チャップリンが現に戦時公債を大量に購入していることで国家に十分尽くしているとして擁護した。
それでも攻撃は収まらず、矛先は異父兄シドニーにも向けられて「年齢詐称により兵役を逃れている」と批判するようになった。シドニーは徴兵委員会で年齢を詐称していないという証明を行う羽目となり、最終的にはチャップリン自身も徴兵検査に赴いたが、体重不足により不合格となった。徴兵検査に不合格となった報道が出て批判は一応は収まったがに見えたが、その後数年間は白い羽根と批判の匿名の手紙がチャップリンのもとに送られ続けられた。「白い羽根」は臆病者を意味する印であった。
一連の批判はチャップリンの心を深く傷つける結果となった。それに追い打ちをかけるように、アメリカが大戦に参戦した1917年には保守派を中心に再び批判運動が再燃する。チャップリンとヴィルヘルム2世を組ませた風刺画も数多く登場し、チャップリンのマネジメントも担当していたシドニーと顧問弁護士のネイサン・バーカンは、絶大な人気を誇っていたチャップリンが「愛国的ではない」という理由で人気者の座から失墜させられることを恐れていた。1916年以来の攻撃がチャップリンに大戦への協力活動を消極的にさせた要因であったかはともかく、同じく批判の対象となったシドニーが消極的なチャップリンの態度に神経質になっており、バーカンと交わした書簡にはその対処に苦慮した跡がうかがえる。
こういったチャップリン側の動きを見透かすかのように、「うちの愛国的活動に参加すると批判が抑えられますよ」と話を持ちかける団体が後を絶たなかった。チャップリンはシドニーを深く信頼しており、シドニーとバーカンの説得を受け入れた末に1918年に入ってようやく自由公債募集ツアーに加わることを決心した。なお、自由公債募集ツアー自体はこれまでに二度行われており、チャップリンがフェアバンクスやピックフォードらと組んで参加したのは第三次のツアーである。

### 製作
チャップリンが戦争を題材にした新作の構想を開始するのは、自由公債募集ツアーから戻った直後と考えてよく、構想を周辺に明かしたところ「こんな時に戦争を笑いものにするのは危険だな」と忠告する者もいた。しかし、反抗精神の延長線上として「悲劇がかえって笑いの精神を刺戟してくれる」と公言するチャップリンの信念は変わらなかった。5月の下旬に入り、新作に『カムフラージュ』と仮のタイトルがつけられ製作が開始された。
当初は5巻物として構想され、第1部に「家庭生活」と題されたチャーリーの家庭生活と徴兵検査のシーン、第2部に「戦争」と題する訓練キャンプと前線でのシーン、そして第3部にドイツ皇帝を生け捕りにしたチャーリーをヨーロッパの君主が讃えるシーン「祝宴」の構成が想定されていた。結末は当初から、フレッド・カーノー劇団時代に出演した芝居の一つである『恐れ知らずのジミー』からキーストン社時代の『アルコール先生原始時代の巻』、エッサネイ社時代の『チャップリンの掃除番』の系譜に連なる夢オチの形態をとっていた。
撮影スケジュールはストーリーがおおむね固まっていたため、ストーリーの順序に沿って組まれた。6月中は「家庭生活」の撮影に専念し、3人の子役が起用された。作中に妻は画面に登場せず、食器を投げつけるシーンでのみその存在が暗示されるというものであった。続いて撮影された徴兵検査のシーンには、カーノー劇団時代に関わったパントマイム劇を持ち出した影絵芝居が登場する。ところが、およそ1か月かけて撮影された「家庭生活」は最終的に破棄されることとなり、徴兵検査のシーンは1983年にイギリスのテムズ・テレビジョンが製作したドキュメンタリー番組『Unknown Chaplin』において、初めて公開された（#外部リンク参照）。
7月から8月14日までは「戦争」の撮影に入り、7月11日にマリー・ドレスラーがスタジオを訪問する。「風で気が散る」という理由で野外でのロケーションをあまり好んでいなかったチャップリンであるが、折からの猛暑の中、ロサンゼルス近郊ビバリーヒルズの丘陵地帯とウィルシャー・ブルバードおよびシャーマンオークスの森林地帯で、木に化けたチャーリーのシークエンスが撮影される。木に化けたチャーリーが、森の中をヘンリー・バーグマン演じる太ったドイツ軍軍曹に追われる場面の背景に、ハイウェイを走る自動車が映っている。撮影が行われたアメリカではすでにハイウェイが建設されていたが、ドイツで最初のハイウェイ「アヴス」が完成したのは1921年のことである。また、シャーマンオークスでのロケでは土管を発見し、ここにチャーリーが入り込んで逃げ、追う軍曹が土管に引っかかって抜けなくなり、トム・ウィルソン演じる斧を持ったドイツ兵が土管を壊すギャグが考案された。実はこの土管は現役でロケ班は本当に壊したこととなったが、地元水道局がどう対応したのかは不明である。劇中ではドイツ軍の武器として三脚付きの機関銃が登場するが、撮影に使われたルイス軽機関銃はアメリカなど連合国軍で採用されたものだった。
8月14日にパーヴァイアンス演じるフランス娘の荒廃した自宅でフランス娘と出会うシーンが撮影されたあと、撮影スケジュールに遅れが出ていたものの、8月15日から22日までは『公債』の撮影のため製作は一時中断。『公債』の完成後に製作を再開し、9月16日に編集を含めた一連の作業が終了。作品のタイトルも、仮の『カムフラージュ』を捨てて正式に『担へ銃』と命名された。なお、「祝宴」のシーンは撮影されることなく早々に破棄された。

## 作品の意義と評価
『担へ銃』が完成した時点で心身ともに疲労困憊していたチャップリンは自己を失っており、完成したばかりの『担へ銃』の出来栄えが気に入らず、「なんともがっかりした作品で、ごみ箱にぶちこんでしまおうかと思っていた」と本気で考えるようになったり、試写で大笑いしたフェアバンクスの姿を見ても疑いの眼差しを向けたりするほどであった。笑いの限りを尽くして鑑賞したフェアバンクスはただ一言、「この男をどう思う？あれ（『担へ銃』）をごみ箱にぶちこみたいんだってさ！」と述べて『担へ銃』を評価した。
大戦終結1か月前に封切られた『担へ銃』は、それまでに公開されたチャップリン映画の中で商業的に最も成功し、批評家やマスコミからも高い評価を得た。また、新しい喜劇映画のジャンルを打ち立てた、当時としては画期的な作品でもあった。それまで映画では、戦争は真面目なテーマとしてのみ扱われてきたが、喜劇映画の題材として戦争が取り上げられたのは、本作が最初であると考えられている。もっとも、パーヴァイアンスはハリウッドのアイリス・シアターで『担へ銃』を鑑賞した際、観客の入りがいまひとつであったことをチャップリンに手紙で伝えている。またパーヴァイアンスは手紙の中で、チャーリーにだけ小包が届かないシーンでは自分も含めて観客が感極まっていたことも伝え、自分の意見としては塹壕でドイツ兵に手を差し伸べるシーンは海外では受け入れられないのではないかとも述べている。
チャップリンは戦争を単純に喜劇化したわけではなかった。戦場のチャーリーはとにかく孤独であり、ただ一人郵便物が来ず、ほかの兵士の手紙を盗み読みするシーケンスに、多くの大戦経験者が涙したと伝えられる。チャップリン研究家の大野裕之は「当時の戦争映画でここまであからさまに兵士の孤独や悲しみを描いた例はなく、戦意を高揚させるものではなかった」と論じている。『担へ銃』を鑑賞した大戦経験者の心の中での評価については、チャップリンの伝記を著した映画史家のデイヴィッド・ロビンソンも「そして象徴的なことに、実際の戦闘を体験した人々こそが『担へ銃』の真価を本当により理解した観客であった。」と論じている。
バスター・キートンは、恐ろしい災害も喜劇の題材になり得る証左として本作を評価した。『キートンの蒸気船』の作中で洪水を起こすことにプロデューサーが難色を示したとき、キートンは『担へ銃』を引き合いに出して反駁している。

## 後日談
初公開からおよそ40年後の1959年、チャップリンは他のファースト・ナショナルでの2作品、『犬の生活』（1918年）および『偽牧師』（1923年）とともに『担へ銃』の再編集を行い、再編集された3作品は『チャップリン・レヴュー』として公開された。この再編集版はチャップリンにより音楽とナレーション、そして冒頭には実際の戦争のフィルムが付け加えられており、現行版はこの1959年版である。なお、『担へ銃』では『犬の生活』および『偽牧師』と違ってオリジナルのタイトルバックがそのまま残されている。タイトルバックでは下から手が伸びてサインをし、銃を撃つ真似事をしているが、手はチャップリン自身であり、ミューチュアル社時代にチャップリン映画の偽物が多く出回った対策として、チャップリン自らがタイトルバックにサインをして作品が「本物のチャップリン映画」であることを証明したことと関係している。なお、チャップリンは左利きであるが、タイトルバックでのサインは右手で書いている。